# Queensland Council of Unions
Das Queensland Council of Unions (QCU) ist die Dachorganisation der Gewerkschaft in Queensland, Australien, das auch Labour Council genannt wird. 2005 waren in der QCU 40 Einzelgewerkschaft und 10 lokale Trades & Labor Council vereint, die 350.000 Gewerkschafter repräsentiert.

## Zuständigkeit
Das Queensland Council of Unions ist zuständig für die Politik der Australian Council of Trade Unions in Queensland, repräsentiert die Gewerkschaften queenlandsweit, national und international. Es unterstützt und koordiniert die Beziehung der Gewerkschaften und Mitglieder untereinander. Es spricht für die Gewerkschaftsbewegung in Queensland, nimmt Einfluss auf die Regierung und öffentliche Meinung in politischen, industriellen und sozialen Fragen und bietet ein Angebot ihren Gewerkschaftsmitgliedern eine Ausbildung, Schulung und Kampagnenführung an.
Das Queensland Council of Unions hat eine Exekutive, die aus gewählten Vertretern ihrer vereinigten Gewerkschaften besteht, die sich jeden Monat treffen.

## Geschichte
Die Wurzeln dieser Organisation liegen in einem Treffen der Gewerkschaftssekretären vom 18. August 1885, als sie ein Trades and Labour Council vereinbarten, dass sie diese Organisation am 1. September 1885 gründen wollten. Dies geschah in einer Zeit des schnellen Wachstums der Gewerkschaftsbewegung und als sich mehrere Gewerkschaften gründeten, einschließlich der Queensland Labourers Union (1889) und der Queensland Teachers Union (1889), und als auch die Mitgliedschaften der existierenden Gewerkschaften wuchs. Der 5. Intercolonial Trade Union Congress in Brisbane von 1889 beschloss die Australian Labour Federation (ALF) am 11. Juni 1889 zu gründen und das Labour Council aufzulösen. Die brisbaner Zeitung Worker wurde 1890 durch die ALF unter Federführung von William Lane gegründet. Es war das Jahr der großen australischen Streiks, wie dem Maritime-Streik, dem 1891 der Schafschererstreik von 1891 und der Schafscherer-Streik von 1894 folgten.
Das Labour Council Queensland formte sich 1903 erneut, allerdings wurden 1911 alle Gewerkschaften in die Australian Labour Federation überführt. Im Januar 1914 wurde die ALF endgültig aufgelöst, als zahlreiche Gewerkschaften zur Australian Workers’ Union wechselten und eine neue Organisation, das Brisbane Industrial Council gebildet wurde. Andere innergewerkschaftliche Organisationen wie die Eight Hours Union und der Brisbane Trades Hall Board führten die Brisbane Trades Hall verantwortlich. Während des Ersten Weltkriegs rückten die Arbeiter- und die Gewerkschaftsbewegung enger zusammen, was sich in einer Konferenz im September 1918 manifestierte, als 42 Gewerkschaften einen Plan zur Vereinigung beschlossen. Nach längeren Verhandlungen wurde am 12. April 1922 das Queensland Trades and Labour Council von insgesamt 46 Gewerkschaften gegründet.
1993 nannte sich die Organisation wieder Australian Council of Trade Unions Queensland Branch um ihre wesentliche Aufgabe und Rolle zu dokumentieren. Dieser Name wechselte 1999 in Queensland Council of Unions und bildete damit die Identität der Dachorganisationen der Gewerkschaften von Queensland ab.
Bedeutende Streikbewegungen in Queensland waren, der Generalstreik von 1912 in Brisbane, Eisenbahner-Steik von Queensland von 1948, SEQEB dispute und Australian Waterfront Dispute von 1998.
Heutzutage sind zwei bedeutende Gewerkschaften Queenslands nicht Mitglied der QCU: die Australian Workers’ Union und die Shop, Distributive and Allied Employees’ Association.

### Tag der Arbeit
Am 1. März 1858 setzten Steinmetze, die für den Unternehmer John Petrie arbeiteten, den Acht-Stunden-Tag durch, der erstmals am 1. März 1865 gefeiert wurde. Zunächst war es nur diesen Arbeitern erlaubt, diesen Tag mit einem Acht-Stundenmarsch zu begehen. Als 1890 11 Gewerkschaften signifikante Reduzierungen der täglichen Arbeitszeit und Verbesserungen ihrer Konditionen und Arbeitsbedingungen erreicht hatten, wurde allen Arbeitern erlaubt, an diesem Marsch teilzunehmen, der an 1890 erinnert.
Während des Schafscherer-Streiks von 1891 führten in Barcaldine streikende Schafscherer am Tag der Arbeit, dem 1. Mai, eine Demonstration ab. Der erste Maimarsch fand in Brisbane 1893 statt. Der Acht-Stundentag wurde am ersten Tag im Mai 1901 als öffentlicher Feiertag durch die Regierung von Queensland erklärt und 1912 wurde er zum Labour Day umbenannt.
Der Marsch am Tag der Arbeit in Brisbane wurde in Form eines Zuges der australischen Arbeiterbewegung mit Paraden durch die Straßen von Brisbane durchgeführt, der in einem Stadtpark endete, wo ein Fest zur Unterhaltung der Teilnehmer und der Familien stattfand. Dies geschieht bis zum heutigen Tag.